# Uniform Memory Access
Uniform Memory Access, afgekort UMA, is een computerarchitectuur die wordt gebruikt in parallelle computersystemen. In deze architectuur delen alle processors hetzelfde geheugen.